# Hessischer Landkreistag
Der Hessische Landkreistag ist einer der drei kommunalen Spitzenverbände in Hessen neben dem Hessischen Städtetag und dem
Hessischen Städte- und Gemeindebund. Ihm gehören alle 21 hessischen Landkreise an, sein Sitz ist Wiesbaden.

## Geschichte
Der Hessische Landkreistag entstand kurz nach der Gründung des Landes Groß-Hessen im September 1945. Seine Entstehungsphase ist eng mit den politischen Gegebenheiten der Besatzungszeit verknüpft:
In allen Besatzungszonen musste neues Kommunalverfassungsrecht etabliert werden. Im Land Groß-Hessen wurden mit der „Großhessischen Gemeindeordnung“ vom 21. Dezember 1945 und der „Kreisordnung“ vom 21. Januar 1946 die rechtlichen Grundlagen dafür geschaffen. Die Neuordnung bestätigte die Doppelstellung der Kreise als staatliche Verwaltungsbezirke und kommunale Gebietskörperschaften mit einem Landrat an der Spitze. Innerhalb dieser Rahmenbedingungen organisierten sich die Landkreise eine Interessenvertretung.
Am 30. Oktober 1945 wurde die „Arbeitsgemeinschaft kurhessischer Landkreise“ gegründet, die Anfang 1946 zur „Arbeitsgemeinschaft der Großhessischen Landkreise“ (ALK) erweitert wurde. In der ALK waren alle 39 damaligen Landkreise des Landes Groß-Hessen vertreten. Nach der Landtagswahl im Dezember 1946 passte sich die ALK an die Umbenennung des Landes an und verzichtete auf das Präfix „Groß-“. Die neue Bezeichnung „Hessischer Landkreistag“ wurde auf der Haupttagung am 21. Oktober 1948 in Groß-Umstadt beschlossen. In seiner Sitzung am 25. Mai 1949 in Fulda gab sich der HLT eine Satzung, die heute in der Fassung vom 20. November 2009 gilt.

## Aufgaben
Der Hessische Landkreistag hat sich zur Aufgabe gemacht
- den Selbstverwaltungsgedanken zu pflegen,
- für die Wahrung der verfassungsmäßigen Rechte seiner Mitglieder einzutreten,
- die gemeinsamen Interessen der Mitglieder gegenüber Land und Bund, aber auch im Verhältnis zu Städten und Gemeinden, zu vertreten,
- die zuständigen Stellen (Landtag, Ministerien) bei der Vorbereitung und Durchführung von Gesetzen, Verordnungen und Erlassen zu beraten, soweit sie die Belange der Mitglieder berühren,
- den Erfahrungsaustausch unter den Landkreisen zu pflegen,
- Fragen der Organisation und der Wirtschaftlichkeit der Verwaltung zu behandeln,
- das Verständnis der Öffentlichkeit für die Aufgaben und Einrichtungen der Landkreise zu fördern,
- die Mitglieder in Fragen, die alle Landkreise betreffen, zu beraten.

Dem Hessischen Landkreistag steht nach dem Gesetz über die Sicherung der kommunalen Selbstverwaltung bei der Gesetzgebung in Hessen
(Beteiligungsgesetz) ein Anhörungsrecht bei allen Gesetzen und Verordnungen zu, durch die Belange der Landkreise berührt werden.
Der Hessische Landkreistag finanziert sich ausschließlich über die Umlagen seiner Mitglieder. Die Delegierten sind ehrenamtlich tätig.

### Mitwirkung auf Landesebene
Gemäß § 147 HGO sind die drei kommunalen Spitzenverbände bei der Vorbereitung von Rechtsvorschriften des Landes, durch die die Belange der Gemeinden und Gemeindeverbände berührt werden zu beteiligen. Details regelt das Gesetz über die Sicherung der kommunalen Selbstverwaltung.

## Aufbau und Organe
Der Hessische Landkreistag ist ein rechtsfähiger Verein. Seine Organe sind die Mitgliederversammlung, das Präsidium und die Bezirksversammlungen.

### Präsidium
Dem Präsidium obliegt die Gesamtleitung des Hessischen Landkreistages. Es entscheidet verbindlich über alle Angelegenheiten, soweit sie nicht der Entscheidung der Mitgliederversammlung vorbehalten sind.
Die Wahlzeit des Präsidiums beträgt entsprechend der Kommunalwahlperiode fünf Jahre. Es wird durch die Bezirksversammlungen nach der Konstituierung der Kreistage im Anschluss an die Kommunalwahlen in Hessen gewählt.
Das Präsidium besteht aus einem Präsidenten sowie drei Vizepräsidenten. Präsident ist seit dem 26. November 2021 Wolfgang Schuster, der Landrat des Lahn-Dill-Kreises.
Erster Vizepräsident ist Bernd Woide, Landrat im Landkreis Fulda, Vizepräsidenten sind Rüdiger Holschuh, Kreistagsvorsitzender im Odenwaldkreis und Wolfgang Männer, Kreistagsvorsitzender im Main-Taunus-Kreis. Der Präsident sowie der Erste Vizepräsident müssen nach der Satzung Landräte sein. Die beiden Vizepräsidenten müssen Kreistagsvorsitzende sein. Im Präsidium sind weiterhin die Vorsitzenden der Bezirksversammlungen sowie weitere, durch die Bezirksversammlungen gewählte Repräsentanten der Landkreise vertreten.
Präsidenten des hessischen Landkreistags waren:
- Wolfgang Schuster (SPD) (2021–2024)
- Bernd Woide (CDU) 2017–2021
- Erich Pipa (SPD) 2013–2017
- Robert Fischbach (CDU) 2009–2012
- Alfred Jakoubek (SPD) 2002–2009
- Jürgen Hasheider (SPD) 1997–2002
- Gerhard Bökel (SPD) 1991–1994
- Willi Eiermann (SPD) 1985–1991
- Georg Wuermeling (CDU) 1981–1985
- Karl Rehrmann (CDU) 1977–1981
- Gustav Hoffmann 1975–1977
- Herbert Günther (SPD) 1972–1975
- Kurt Moosdorf (SPD) 1965–1972
- Ekkehard Lommel (SPD) 1963–1965
- Christoph Bernhard Schücking 1955–1956
- Georg Wink 1955–1963
- Friedrich Bachmann 1948–1955
- Heinrich Treibert 1945–1948

### Bezirksversammlungen
Die Bezirksversammlungen tragen zur Meinungsbildung auf der Bezirksebene bei, sind jedoch an Entscheidungen von Präsidium oder Mitgliederversammlung gebunden.
In den Bezirksversammlungen kommen die Landräte, hauptamtlichen Kreisausschussmitglieder sowie die Kreistagsvorsitzenden zusammen, um regional interessierende Fragen zu erörtern.
Sie befassen sich mit allen Angelegenheiten des Verbandes und wählen die Vertreter für das Präsidium und die Ausschüsse, so dass auch hier eine regionale Ausgewogenheit sichergestellt ist.
Die Bezirksversammlungen stellen das durch die Satzung verankerte Regionalprinzip sicher. Die Bezirke haben den Zuschnitt der ehemaligen drei Regierungsbezirke mit je sieben Landkreisen. Je nach geographischer Lage sind die 21 Landkreise danach der jeweiligen Bezirksversammlung zugeordnet.
Die Vorsitzenden der Bezirksversammlungen sind (Stand: Dezember 2021):
- Nord: Landrat Reinhard Kubat, Landkreis Waldeck-Frankenberg
- Mitte: Landrätin Anita Schneider, Landkreis Gießen
- Süd: Landrat Thomas Will, Landkreis Groß-Gerau

### Mitgliederversammlung
Die Mitgliederversammlung tritt einmal jährlich zusammen und befindet über die Grundsätze der Verbandsarbeit.
Mitglieder des Hessischen Landkreistages sind die 21 hessischen Landkreise. An der Mitgliederversammlung nehmen alle Vertreter der Landkreise teil. Sie werden durch den Landrat und ihren Kreistagsvorsitzenden vertreten.

### Fachausschüsse
Aufgabe der Ausschüsse ist es, entsprechend ihrem Sachgebiet die Beratungen der Themen im Präsidium vorzubereiten.
Zurzeit gibt es die folgenden sechs Fachausschüsse:
- Finanzausschuss
- Gesundheitsausschuss
- Schul- und Kulturausschuss
- Rechts- und Europaausschuss
- Sozialausschuss
- Wirtschafts- und Umweltausschuss

Die Mitglieder werden von den Bezirksversammlungen gewählt.

## Geschäftsstelle
Die Geschäftsstelle vertritt die Organisation nach außen und bearbeitet Anfragen und Anträge der Mitglieder von grundsätzlicher Bedeutung. Sie bereitet die Beschlüsse der Verbandsorgane vor und führt sie aus.
An der Spitze der Geschäftsstelle stehen ein Geschäftsführender Direktor und ein Direktor. Die Direktoren tragen die Verantwortung für die Führung und die Arbeit der Geschäftsstelle im Sinne einer dualen Spitze mit den Prinzip der Rotation im Zwei-Jahre-Turnus und sind für je ein Dezernat zuständig. Die Rotation der Geschäftsführung – immer am 1. Dezember eines ungeraden Jahres – soll eine Ausgewogenheit in der Politik der Geschäftsstelle gewährleisten und die politische Einheit des Verbandes fördern. Direktoren sind zurzeit Michael H. Koch und Tim Ruder.
Ehemalige Direktoren waren:
- Prof. Dr. Jan Hilligardt (SPD) 2008 bis 2024
- Matthias Drexelius (CDU) 2015 bis 2021
- Christian Engelhardt (CDU) 2011 bis 2015
- Gerrit Kaiser (CDU) 1983 bis 2011
- Hans-Peter Röther (SPD) 1995 bis 2007
- Lutz Bauer (SPD) bis 1995
- Wilhelm Wallmann (CDU) bis 1983
- Walter Schubert
- Hans Schlempp (CDU)
- Karl-August Vieregge (CDU)
- Paul Gusovius

## Mitgliedschaften
Es werden Vertreter in fast 90 Institutionen und Organisationen, Fachgremien und Arbeitsgruppen entsendet; Beispiele hierzu:
- Kommunaler Arbeitgeberverband Hessen
- Sparkassen- und Giroverband Hessen-Thüringen
- Hessischer Verwaltungsschulverband Darmstadt
- GVV-Kommunalversicherung
- Landesjugendhilfeausschuss
- Hessischer Landesbeirat für Vertriebene-, Flüchtlings- und Spätaussiedlerfragen
- Integrationsbeirat der Hessischen Landesregierung
- Hessische Krankenhausgesellschaft
- KGRZ Unternehmensverbund ekom 21 GmbH

Daneben ist der Verband unmittelbares Mitglied im Deutschen Landkreistag (DLT).